# ドミニカ第一共和国

ドミニカ共和国
República Dominicana

1858年のイスパニョーラ島の地図

ドミニカ第一共和国（ドミニカだいいちきょうわこく、The First Dominican Republic）は、1844年から1861年までのドミニカ共和国に於ける最初の共和国である。
この17年間は、ハイチとの戦争や内戦によって、政治的にも経済的にも不安定な時代だった。1844年2月27日にドミニカ共和国の建国宣言を行い、1861年3月18日にスペインへと併合されたことで第一共和政は崩壊した。

## 歴史

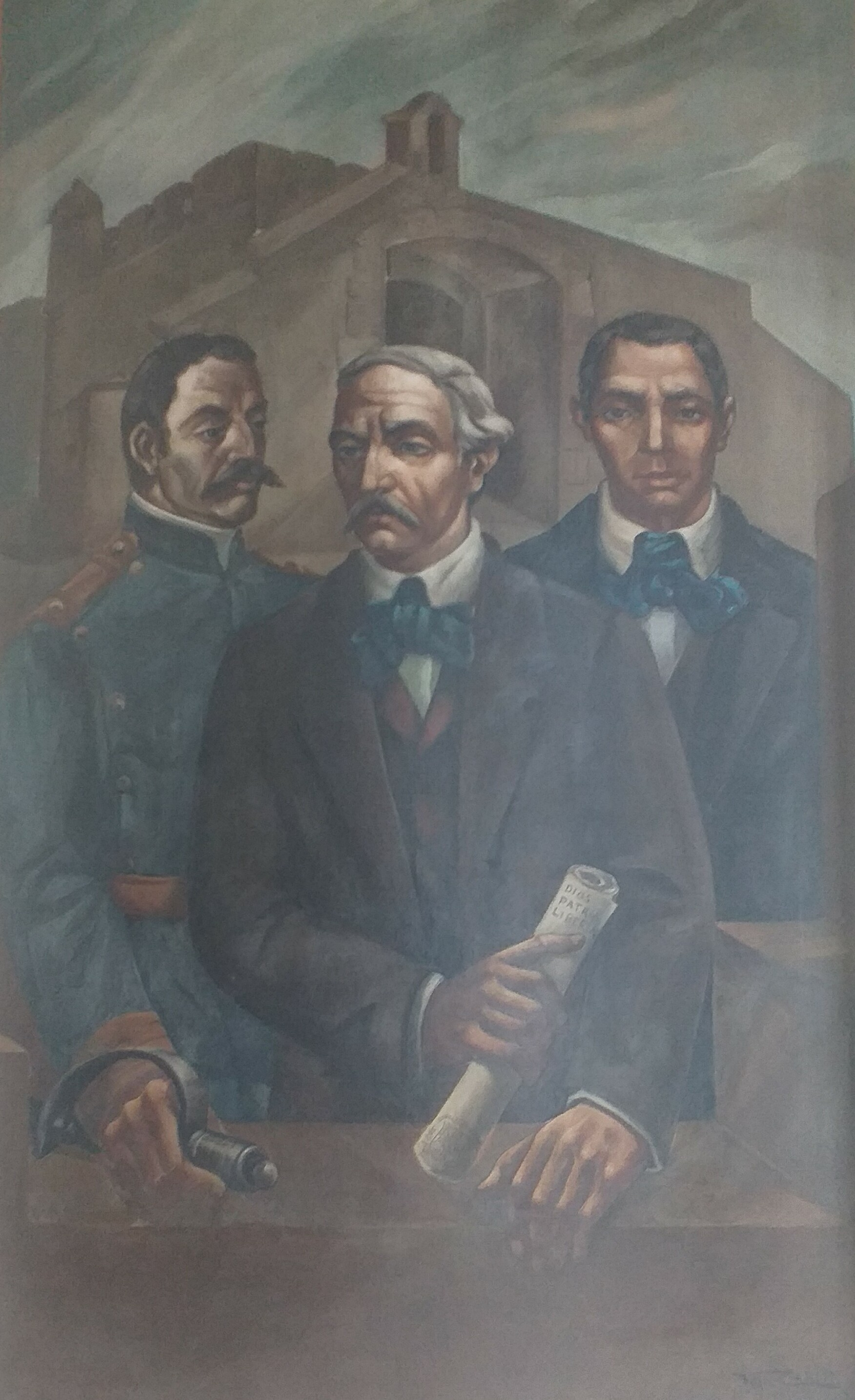
ドミニカ共和国建国の父たちの絵画： マティアス・ラモン・メラ、フアン・パブロ・ドゥアルテ、フランシスコ・デル・ロサリオ・サンチェス。